# 103e division d'infanterie (Empire allemand)
Pour les articles homonymes, voir 103e division.
La 103e division d'infanterie est une unité, créée en 1915, de l'armée allemande qui participe à la Première Guerre mondiale. Initialement stationnée sur le front de l'est, la division combat sur le front russe puis en septembre 1915 sur le front serbe, elle atteint la frontière grecque en février 1916.
En mars 1916, la 103e division d'infanterie est transférée sur le front de l'ouest et engagée dans les combats autour du fort de Souville en juillet lors de la bataille de Verdun. Elle participe ensuite aux combats du mois de novembre de la bataille de la Somme. La division occupe un secteur du front autour du Chemin des Dames et prend part aux combats du mois de mai et du mois d'octobre 1917. En 1918, la division est engagée dans la Somme, puis sur l'Aisne. Elle renforce la ligne de front allemand lors de la bataille de la Marne, puis prend part aux combats défensifs l'automne de l'armée allemande en Champagne. Après la signature de l'armistice, la division est transférée en Allemagne où elle est dissoute au cours de l'année 1919.

## Première Guerre mondiale

### Composition

#### 1915 - 1916
- 205e brigade d'infanterie

32e régiment d'infanterie
71e régiment d'infanterie
116e régiment d'infanterie de réserve
- Artillerie

205e régiment d'artillerie de campagne
4e bataillon d'artillerie de montagne
- 2e et 4e escadrons du 3e régiment de dragons

#### 1917
- 205e brigade d'infanterie

32e régiment d'infanterie
71e régiment d'infanterie
116e régiment d'infanterie de réserve
- 3 escadrons du 6e régiment de dragons
- 103e commandement divisionnaire d'artillerie

205e régiment d'artillerie de campagne (9 batteries)
- 103e bataillon de pionniers

#### 1918
- 205e brigade d'infanterie

32e régiment d'infanterie
71e régiment d'infanterie
116e régiment d'infanterie de réserve
- 3 escadrons du 6e régiment de dragons
- 103e commandement divisionnaire d'artillerie

205e régiment d'artillerie de campagne
3e bataillon du 11e régiment d'artillerie à pied de réserve
- 103e bataillon de pionniers

### Historique
La 103e division d'infanterie est une unité créée en 1915, elle est formée du 32e régiment d'infanterie issu de la 22e division, du 71e régiment issu de la 38e division et du 116e régiment d'infanterie de réserve provenant de la 25e division de réserve.

#### 1915
- 10 mai - 30 juin : transport vers la frontière serbe et occupation d'un secteur avec la 101e division d'infanterie entre la Drave et la Save au sein du groupe d'armée austro-hongrois Terzstyansky[1].
- 1er - 13 juillet : retrait du front, transport par V.F. sur le front de l'est vers Lemberg.
- 13 juillet - 20 septembre : occupation d'un secteur dans la région de Lemberg.

16 - 18 juillet : attaque et percée lors de la bataille de Krasnostow.
18 - 28 juillet : exploitation de la bataille poursuite des troupes russes.
29 - 30 juillet : engagée dans la bataille de Biskupice.
31 juillet - 16 août : poursuite des troupes russes pour atteindre le Wieprz et le Bug, occupation et organisation des positions nouvellement conquises.
16 août - 20 septembre : période de repos et d'occupation d'un secteur vers le Bug et l'Iasselda.
- 20 septembre - 6 octobre : retrait du front, transport par V.F. en Hongrie à la frontière avec la Serbie, rattachée à l'armée de Gallwitz[1].
- 6 octobre - 28 novembre : engagée dans la campagne de Serbie, la division atteint Kragujevac en novembre.
- 29 novembre 1915 - 18 avril 1916 : poursuite de l'armée serbe, la division atteint Nish début décembre. Progression au cours du mois de janvier 1916 en Macédoine. En février, la division est à la frontière avec la Grèce dans le secteur du Lac Doïran[1].

#### 1916
- 18 - 23 mai : du 18 au 29 avril, transport par V.F. sur le front de l'ouest dans la région du Châtelet-sur-Retourne.

6 mai : revue par l'Empereur à Avançon, puis repos dans le secteur.
- 23 mai - 16 juin : en ligne dans le secteur de Prosnes et de Prunay, à l'est des positions de la 58e division d'infanterie[1].
- 16 - 22 juin : retrait du front, mouvement vers la région de Verdun.
- 22 juin - 21 juillet : engagée dans la bataille de Verdun dans le secteur du bois de Vaux-Chapitre.

23 juin : participe à l'attaque générale allemande, la division a pour objectif le fort de Souville.
11 juillet : nouvelle attaque vers le fort de Souville. Durant cette période, la division subit de lourdes pertes.
- 22 juillet - 2 août : retrait du front, mouvement de rocade et occupation d'un nouveau secteur dans la forêt d'Apremont.
- 2 août - 15 septembre : en ligne dans les Haut de Meuse dans le secteur du Bois des Chevaliers et de Vaux-lès-Palameix.
- 16 septembre - 7 octobre : retrait du front, mouvement en Champagne ; occupation d'un secteur vers SommePy, Tahure.
- 8 octobre - 10 novembre : retrait du front, mouvement dans la Somme. Engagée dans la bataille de la Somme entre Bouchavesnes et le bois de Saint-Pierre-Vaast[1].
- 11 novembre 1916 - 14 janvier 1917 : retrait du front, transport par V.F. en Champagne ; en ligne dans le secteur de Souain. Au cours de cette période, la division est reconstituée.

#### 1917
- 14 janvier - 21 mai : retrait du front, transport dans la région de Verdun, occupation d'un secteur du front entre Samogneux et Louvemont.
- 22 mai - 11 octobre : transport vers l'Aisne au niveau du Chemin des Dames ; occupation d'un secteur vers la Malmaison, Les Bovettes, le Panthéon, la Royère, engagée dans la bataille du Chemin des Dames[2]. La division est en soutien des attaques allemandes des 6 juin et 8 juillet.
- 11 - 23 octobre : retrait du front, repos dans la région de Sissonne.
- 24 octobre - 24 novembre : engagée dans la bataille de la Malmaison comme division de renfort et de contre-attaque, la division organise défensivement un secteur au nord de l'Ailette.
- 24 novembre - 15 décembre : retrait du front, repos dans la région d'Origny-Sainte-Benoite.
- 15 décembre 1917 - 20 mars 1918 : transport par V.F. ; occupation d'un secteur à Itancourt à proximité de Saint-Quentin à partir du 26 décembre 1917.

#### 1918
- 21 mars - 15 avril : engagée dans l'offensive Michael, la division forme la gauche du groupe d'armée Von Conta.

21 mars : avance en direction de Vendeuil atteint vers minuit, sans rencontrer de résistances sérieuses.
22 - 23 mars : le canal Crozat est atteint et franchit le 23 mars vers Liez.
23 - 28 mars : placée en seconde ligne, poursuite de la progression, le 24 mars Villequier-Aumont est dépassé, le 25 mars Quesmy et Lagny le 27 mars.
28 mars - 15 avril : relève de la 36e division d'infanterie et prise de la route reliant Dives à Lassigny. Les 30 mars et 1er mars, attaque du Plémont repoussée avec de fortes pertes ; puis organisation des nouvelles positions.
- 15 - 27 avril : retrait du front, repos.
- 28 avril - 27 mai : relève de la 108e division d'infanterie dans le secteur de Corbeny à proximité de Laon[2].
- 27 mai - 26 juin : engagée dans la bataille de l'Aisne, progression en direction de la Marne en passant par Romigny, Vandières, le bois de Mareuil pour atteindre Châtillon-sur-Marne. Relevée par la 22e division d'infanterie entre le 24 et le 26 juin[2].
- 27 juin - 14 juillet : repos dans la région de Fismes.
- 15 juillet - 1er août : engagée comme renfort dans la bataille de la Marne dans le secteur d'Anthenay et du bois de Trottes au sud-ouest de Reims[3].
- 1er - 22 août : retrait du front, repos dans la région de Malmaison.
- 22 août - 5 septembre : en ligne dans le secteur de Saint-Aubin.
- 5 - 26 septembre : retrait du front, repos.
- 26 septembre - 6 octobre : relève de la 202e division d'infanterie en Champagne, occupation d'un secteur vers Fontaine-en-Dormois. Engagée dans l'offensive Meuse-Argonne et supporte l'attaque principale française. Au cours de quatre jours de combats, la division perd 2 000 hommes faits prisonniers dont six chefs de bataillon[3].
- 6 - 24 octobre : retrait du front, repos.
- 24 octobre - 11 novembre : en ligne dans le secteur de Longwé jusqu'à la fin de la guerre. Après la signature de l'armistice, la division est transférée en Allemagne où elle est dissoute au cours de l'année 1919.

## Chefs de corps
| Grade           | Nom                   | Date                                 |
| --------------- | --------------------- | ------------------------------------ |
| Generalmajor    | Ludwig von Estorff    | 11 mai 1915 - 28 août 1916           |
| Generalmajor    | Fritz von Unger       | 29 août - 18 septembre 1916          |
| Generalmajor    | Arthur von Gabain     | 18 septembre 1916 - 1er janvier 1917 |
| Generalmajor    | Wilhelm von Auer (de) | 2 janvier 1917 - 3 janvier 1918      |
| Generalleutnant | Hans Feodor Lepper    | 5 janvier - 27 novembre 1918         |